# دیگبی
دیگبی (به انگلیسی: Digby, Nova Scotia) یک شهرک در کانادا است که در دیگبی کانتی واقع شده‌است.

## خصوصیات
دیگبی ۳٫۱۵ کیلومترمربع مساحت و ۲٬۱۵۲ نفر جمعیت دارد.